# مارسيل شتراوس
مارسيل شتراوس هو دراج سويسري، ولد في 25 أغسطس 1976 في فويرتالن في سويسرا.

## وصلات خارجية
- مارسيل شتراوس على موقع أرشيف الدراجات (الإنجليزية)
- مارسيل شتراوس على موقع إحصائيات الدراجات الإحترافية (الإنجليزية)
- مارسيل شتراوس على موقع نسبة الدراجات (الإنجليزية)